# Kopějka
Kopějka (rusky: копейка, ukrajinsky: копійка, bělorusky: капейка, azersky: qəpik) je nižší měnová jednotka v Rusku, Bělorusku, Ázerbájdžánu, mezinárodně neuznaném Podněstří a na Ukrajině, dříve v Ruském impériu, raných sovětských republikách a Sovětském svazu. Zavedena po měnové reformě matky Ivana Hrozného Jeleny Glinské roku 1534. Název je zřejmě odvozen od ruského výrazu копьё — kopí, jelikož na aversu prvních kopějek byl vyobrazen svatý Jiří probodávající kopím zmiji.

## Seznam států užívajících kopějky
| Stát        | Oficiální název   | Představuje 1/100       | Poznámka                                                           |
| ----------- | ----------------- | ----------------------- | ------------------------------------------------------------------ |
| Rusko       | kopějka (кoпейка) | ruského rublu           | mince o hodnotách 1, 5, 10, 50                                     |
| Ukrajina    | kopijka (кoпiйка) | ukrajinské hřivny       | mince o hodnotách 1, 2, 5, 10, 25, 50                              |
| Bělorusko   | kapějka (капейка) | běloruského rublu       | bankovka o hodnotě 50, po měnové reformě roku 2000 stažena z oběhu |
| Ázerbájdžán | qepik (qəpik)     | ázerbájdžánského manatu | mince o hodnotách 1, 3, 5, 10, 20, 50                              |
| Podněstří   | kopějka (кoпейка) | podněsterského rublu    | mince o hodnotách 1, 2, 5, 10, 25, 50                              |

## Kopějky jednotlivých států

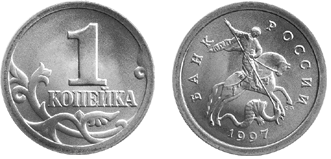
1 ruská kopějka
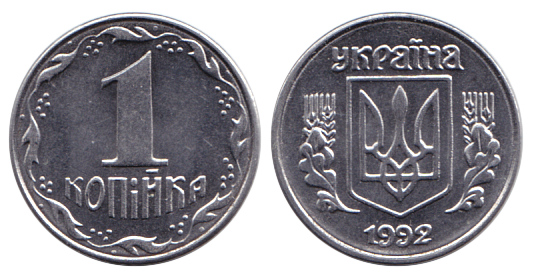
1 ukrajinská kopějka
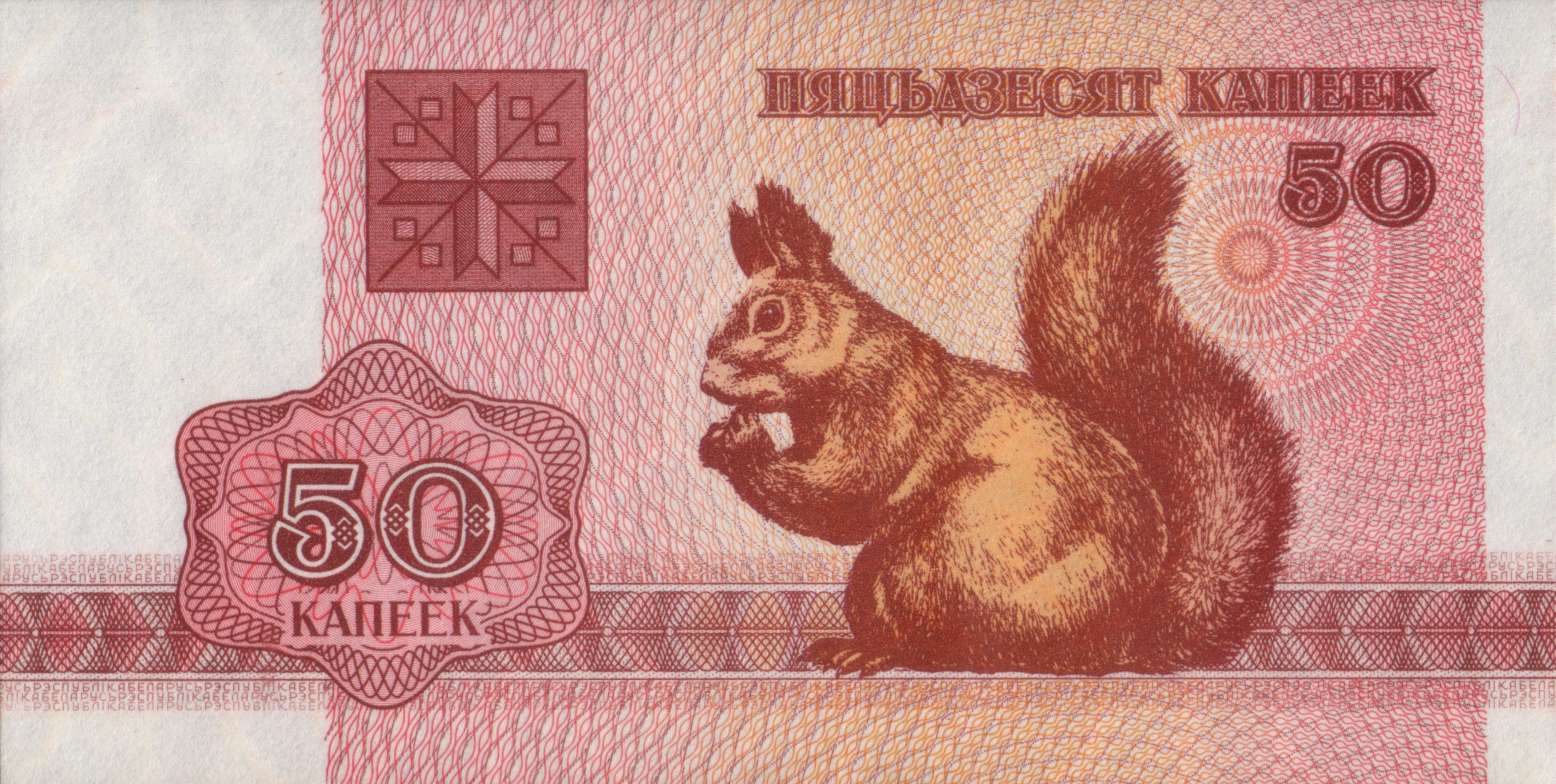
50 běloruských kopějek
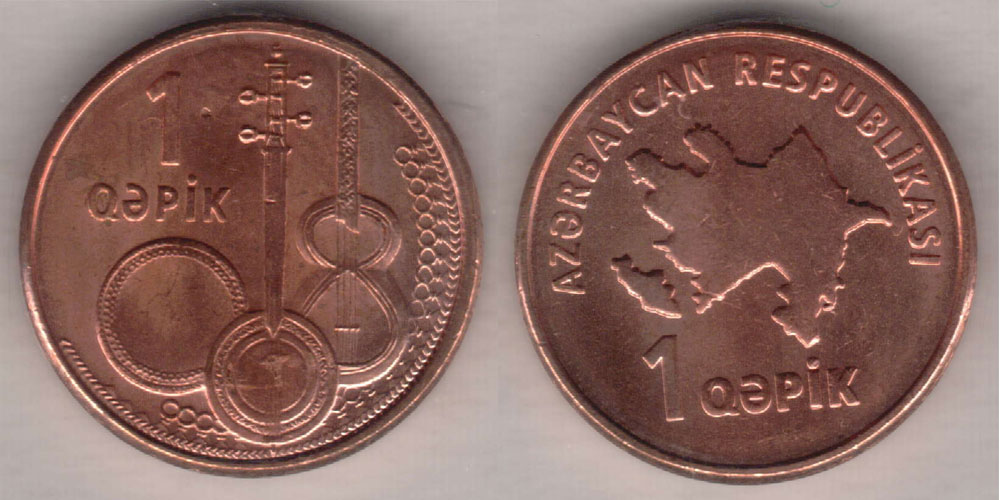
1 ázerbájdžánská kopějka
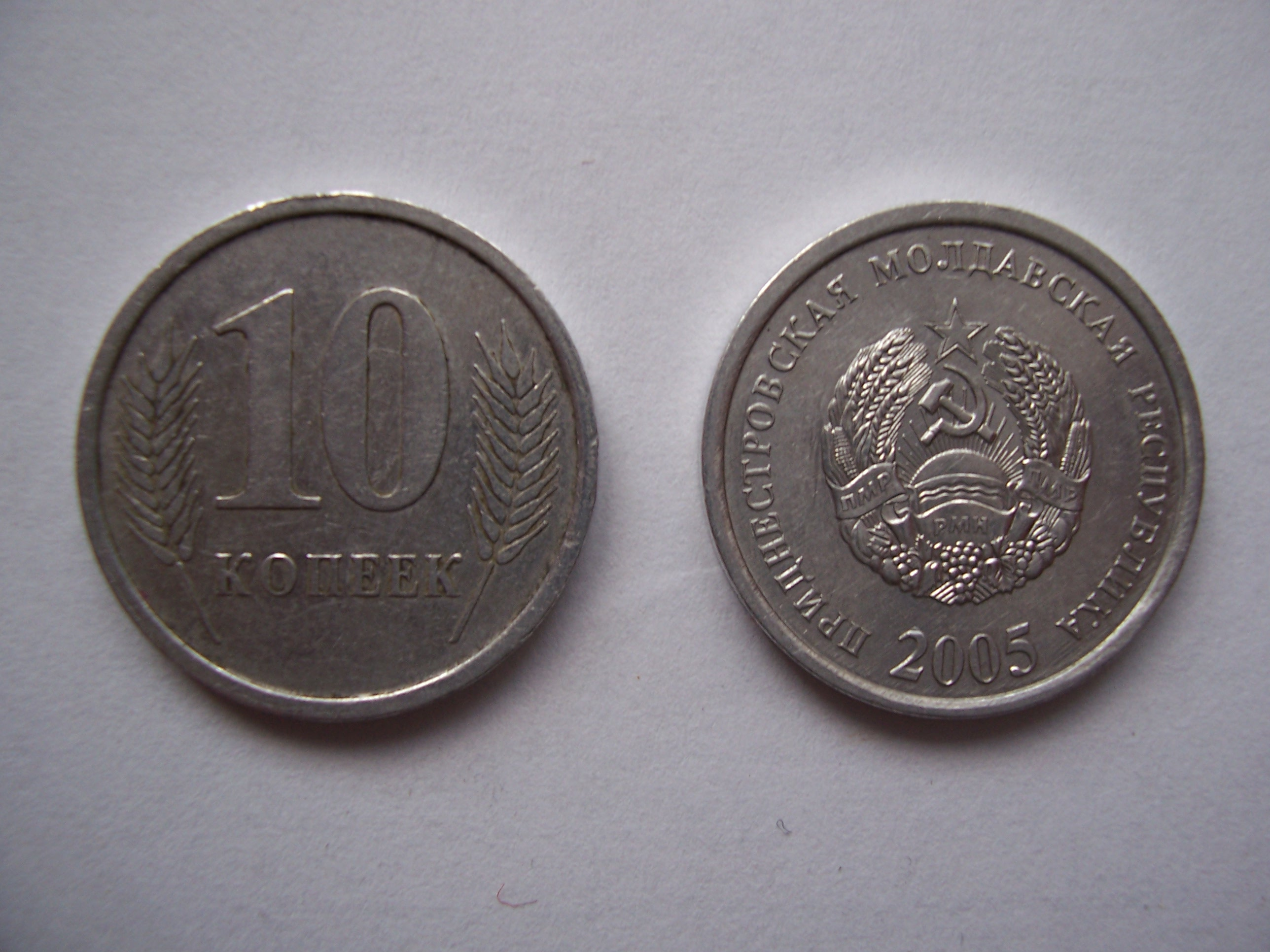
10 podněsterských kopějek

## Historické kopějky

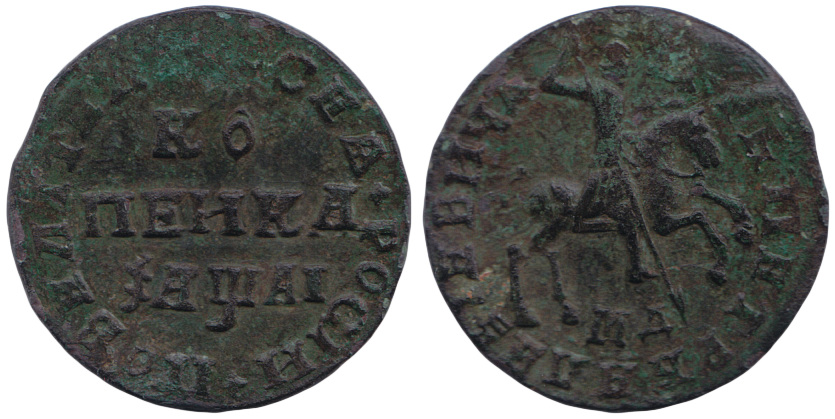
Kopějka z roku 1711, Petr I. Veliký
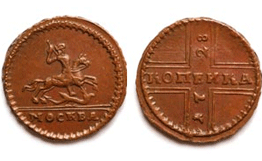
Kopějka z roku 1728
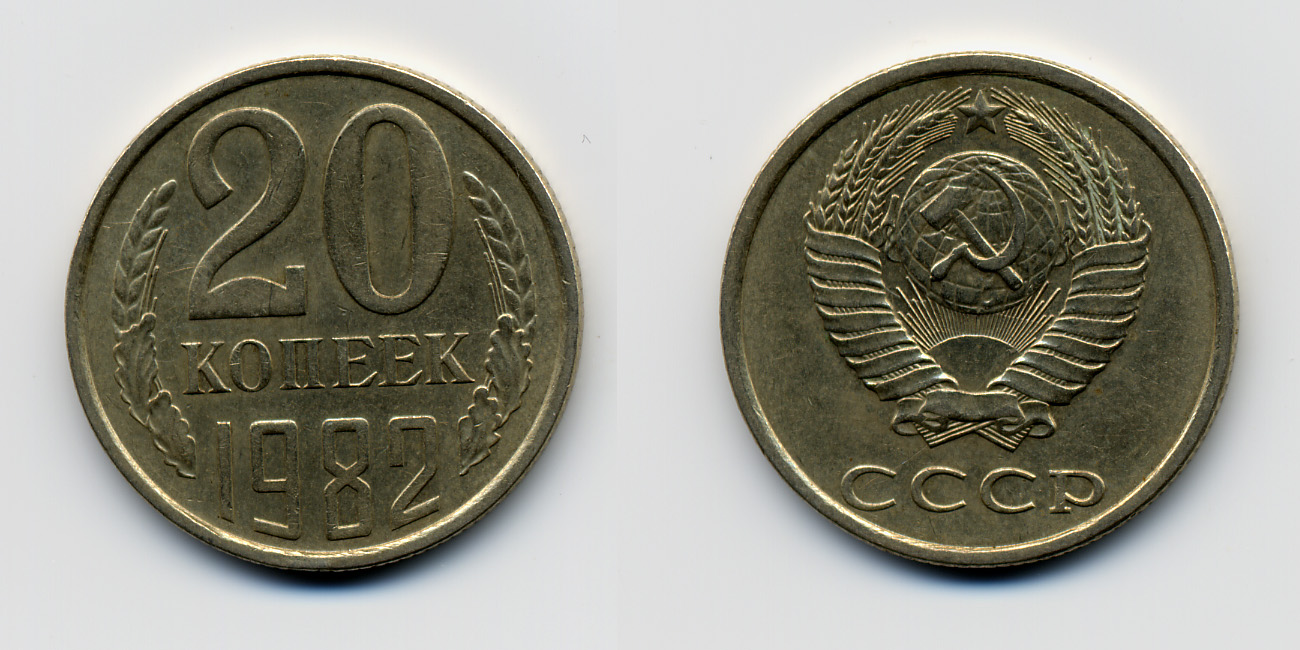
20 sovětských kopějek z roku 1982